# Dave Zeller
David A. Zeller, detto Dave (Springfield, 8 giugno 1939 – Toledo, 2 settembre 2020), è stato un cestista statunitense, professionista nella NBA.

## Carriera
Venne selezionato dai Cincinnati Royals al settimo giro del Draft NBA 1961 (61ª scelta assoluta).